# Amadou Barry
Pour les articles homonymes, voir Barry.
Amadou Barry, né le 15 novembre 1904 à Saint-Louis et mort le 22 mars 1969 à Dakar, est un dirigeant sportif et un homme politique sénégalais.

## Carrière
Amadou Barry fait partie des fondateurs du Comité olympique sénégalais, dont il est le président jusqu'à sa mort, et est membre du Comité international olympique d'octobre 1965 à 1969.
Il est également directeur des Chemins de fer sénégalais, et député-maire de Gorée.